# Mónica Gutiérrez
Clara Mónica Gutiérrez (Rosario, 8 de marzo de 1955) es una periodista argentina, ganadora del Martín Fierro en múltiples oportunidades.

## Biografía
Siendo aún adolescente, debutó en Canal 5 de Rosario en los años 1970. Durante la última dictadura militar fue conductora de los noticieros 60 minutos (1979) y de Informe Uno (1982), ambos por ATC. Con el advenimiento de la democracia siguió en ATC, conduciendo 28 millones (1983-1984), 30 millones (1984-1985), TVI (1985-1986). Condujo además Hora 21 (1986), Noticiero Nacional (1987-1989), Buenas Noches País (1989-1990). En la televisión por cable condujo Las unas y los otros, Treinta y nueve semanas y media y Las manos en la masa. Desde 1997 que fue la conductora de América Noticias, en 2000 hacía América Noticias Informa, En 2002 conducía con Enrique Llamas de Madariaga y ella misma junto a Guillermo Andino conducían desde 2003 hasta 2019. Fue expareja del periodista deportivo Carlos Barulich del que fue compañero de trabajo en Argentina Televisora Color.
El 11 de noviembre de 2019, Mónica anunció que dejaría su conducción en América Noticias. La periodista anunció la noticia a través de un posteo en su cuenta de Twitter, sellando el final de un ciclo de 22 años en el noticiero de América TV. 
A partir del 6 de enero de 2020, condujo «Crónicas de la tarde» de América a El Trece. Al poco tiempo de comenzar el programa, algunos medios de comunicación informaron que por bajo índice de audiencia, el programa podría ser levantado unas semanas antes de la fecha originalmente pautada. Sin embargo, esta especulación nunca se concretó ya que a los pocos días el programa repuntó llegando a superar los 5 puntos de rating, y consolidándose en la tarde de la TV.En 2017 apareció en la lista de periodistas afines al gobierno que habían sido beneficiados por la vicepresidenta, Gabriela Michetti, quién repartió en 30 días 3.1 millones de pesos bajo la etiqueta de “pauta publicitaria” del Senado  otorgada por contratación directa, y esquivando todos los controles oficiales y sin ninguna pauta de control administrativo. A raíz del caso Gabriela Michetti fue denunciada y luego imputada por irregularidades en el reparto de pauta oficial desde el Senado e incumplimiento de deberes de funcionario.
En mayo de 2020, finalizó su programa Crónicas de la tarde, debido al bajo rating. Actualmente trabaja desde 2020 en Todo Noticias y en La Nación +. Desde 2021 participa en ambas señales como columnista de diferentes ciclos.

## Premios y nominaciones
| Premios Martín Fierro | Premios Martín Fierro             | Premios Martín Fierro | Premios Martín Fierro | Premios Martín Fierro |
| Año                   | Categoría                         | Trabajo nominado      | Resultado             | Ref.                  |
| --------------------- | --------------------------------- | --------------------- | --------------------- | --------------------- |
| 1998                  | Mejor labor periodística femenina | América Noticias      | Nominada              | [ 10 ]                |
| 1999                  | Mejor labor periodística femenina | América Noticias      | Nominada              | [ 11 ]                |
| 2000                  | Mejor labor periodística femenina | América Noticias      | Ganadora              | [ 12 ]                |
| 2002                  | Mejor labor periodística femenina | América Noticias      | Nominada              | [ 13 ]                |
| 2003                  | Mejor labor periodística femenina | América Noticias      | Ganadora              | [ 14 ]                |
| 2004                  | Mejor labor periodística femenina | América Noticias      | Ganadora              | [ 15 ]                |
| 2005                  | Mejor labor periodística femenina | América Noticias      | Nominada              | [ 16 ]                |
| 2006                  | Mejor labor periodística femenina | América Noticias      | Nominada              | [ 17 ]                |
| 2007                  | Mejor labor periodística femenina | América Noticias      | Ganadora              | [ 18 ]                |
| 2008                  | Mejor labor periodística femenina | América Noticias      | Ganadora              | [ 19 ]                |
| 2013                  | Mejor labor periodística femenina | América Noticias      | Ganadora              | [ 20 ]                |
| 2016                  | Mejor labor periodística femenina | América Noticias      | Nominada              | [ 21 ]                |

| Premios Martín Fierro de Cable | Premios Martín Fierro de Cable    | Premios Martín Fierro de Cable | Premios Martín Fierro de Cable | Premios Martín Fierro de Cable |
| Año                            | Categoría                         | Trabajo nominado               | Resultado                      | Ref.                           |
| ------------------------------ | --------------------------------- | ------------------------------ | ------------------------------ | ------------------------------ |
| 1995                           | Mejor labor periodística femenina | Noticiero VCC                  | Nominada                       | [ 22 ]                         |
| 1997                           | Mejor conducción femenina         | Las unas y los otros           | Nominada                       | [ 23 ]                         |
| 2002                           | Mejor labor periodística femenina | Las manos en la masa           | Nominada                       | [ 24 ]                         |
| 2004                           | Mejor labor periodística femenina | Las manos en la masa           | Ganadora                       | [ 25 ]                         |
| 2005                           | Mejor labor periodística femenina | Las manos en la masa           | Ganadora                       | [ 26 ]                         |
| 2010                           | Mejor labor periodística femenina | Las manos en la masa           | Nominada                       | [ 27 ]                         |

- 1997 - Premio Konex de Comunicación - Periodismo: Diploma al Mérito en la categoría Televisiva.[28]
- 1990 - Distinción Alicia Moreau de Justo.[29]
- 1990 - Orden de Caballero de la República Italiana.[29]
- En 2022 fue homenajeada junto a otras 14 profesionales de los medios,[30] por parte del colectivo Periodistas Argentinas, en tanto referente e inspiradora. Este reconocimiento le fue entregado el 8 de marzo en el marco del Día Internacional de la Mujer.[31]

## Trayectoria

### Televisión
| Período             | Programa                 | Cadena     |
| ------------------- | ------------------------ | ---------- |
| 1979                | 60 minutos               | ATC        |
| 1982                | Informe Uno              | ATC        |
| 1983-1984           | 28 millones              | ATC        |
| 1985                | 30 millones              | ATC        |
| 1985                | 20 mujeres               | ATC        |
| 1985-1986           | TVI                      | ATC        |
| 1986                | Hora 21                  | ATC        |
| 1986-1987           | 20 mujeres               | ATC        |
| 1987-1989           | Noticiero nacional       | ATC        |
| 1989-1990           | Buenas noches país       | ATC        |
| 1989-2000           | Las unas y los otros     | VCC        |
| 1989-2000           | 39 semanas y media       | VCC        |
| 1997-2000/2002-2019 | América Noticias         | América TV |
| 2000-2002           | America Noticias Informa | América TV |
| 2001-2013           | Las manos en la masa     | A24        |
| 2020                | Crónicas de la tarde     | Eltrece    |
| 2021                | Lo de Mariana            | El Trece   |
| 2021                | 70                       | TVP        |
| 2023-presente       | A la Barbarossa          | Telefe     |

### Radio
Radio Rivadavia
- Rapidísimo

Radio Excelsior AM 910
- Excelente, Excelsior

Radio Del Plata
- La media mañana

Radio La Red
- Estamos de tu lado

FM Milenium
- La vida de los otros